# Haapamäkibanan

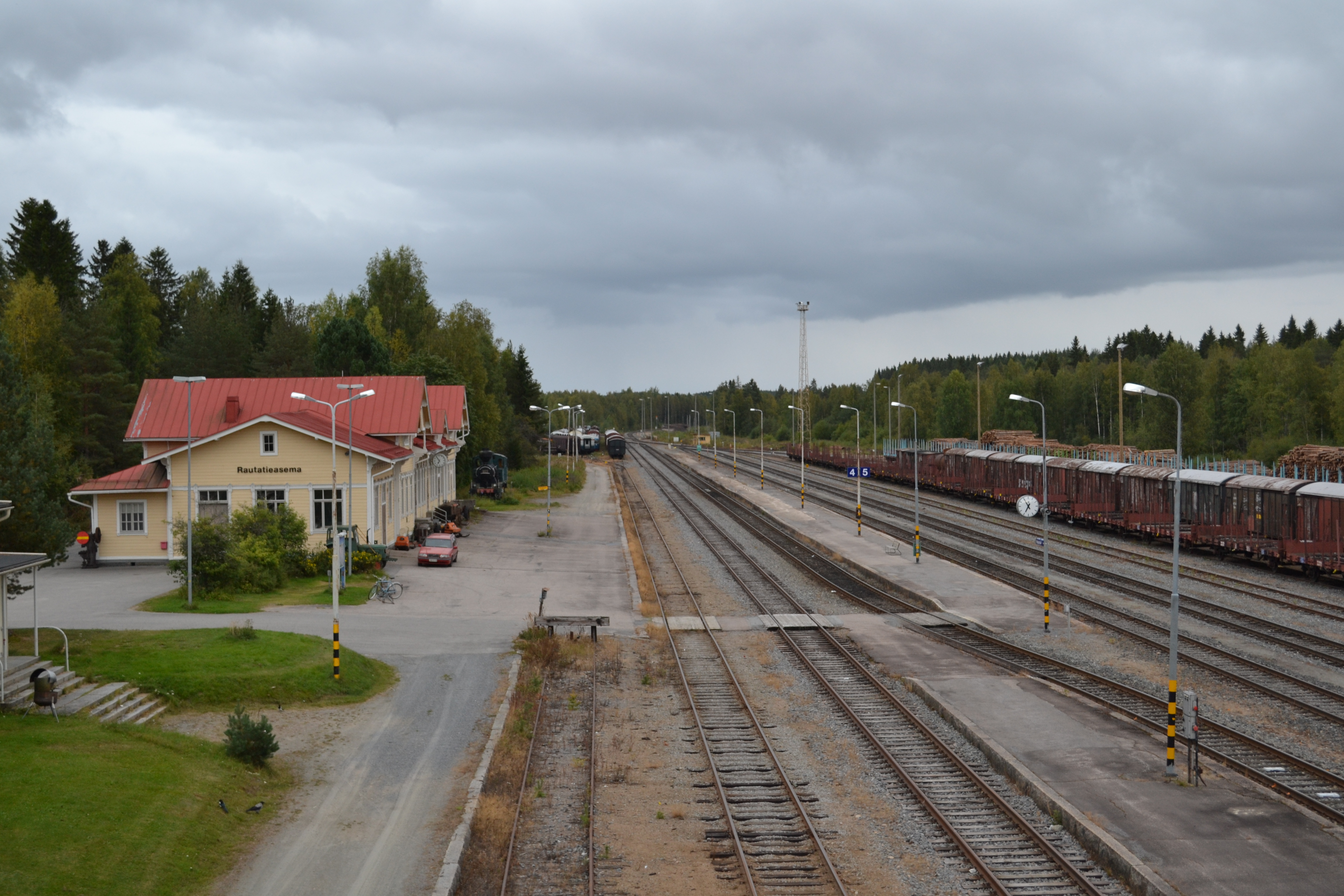
Haapamäki station

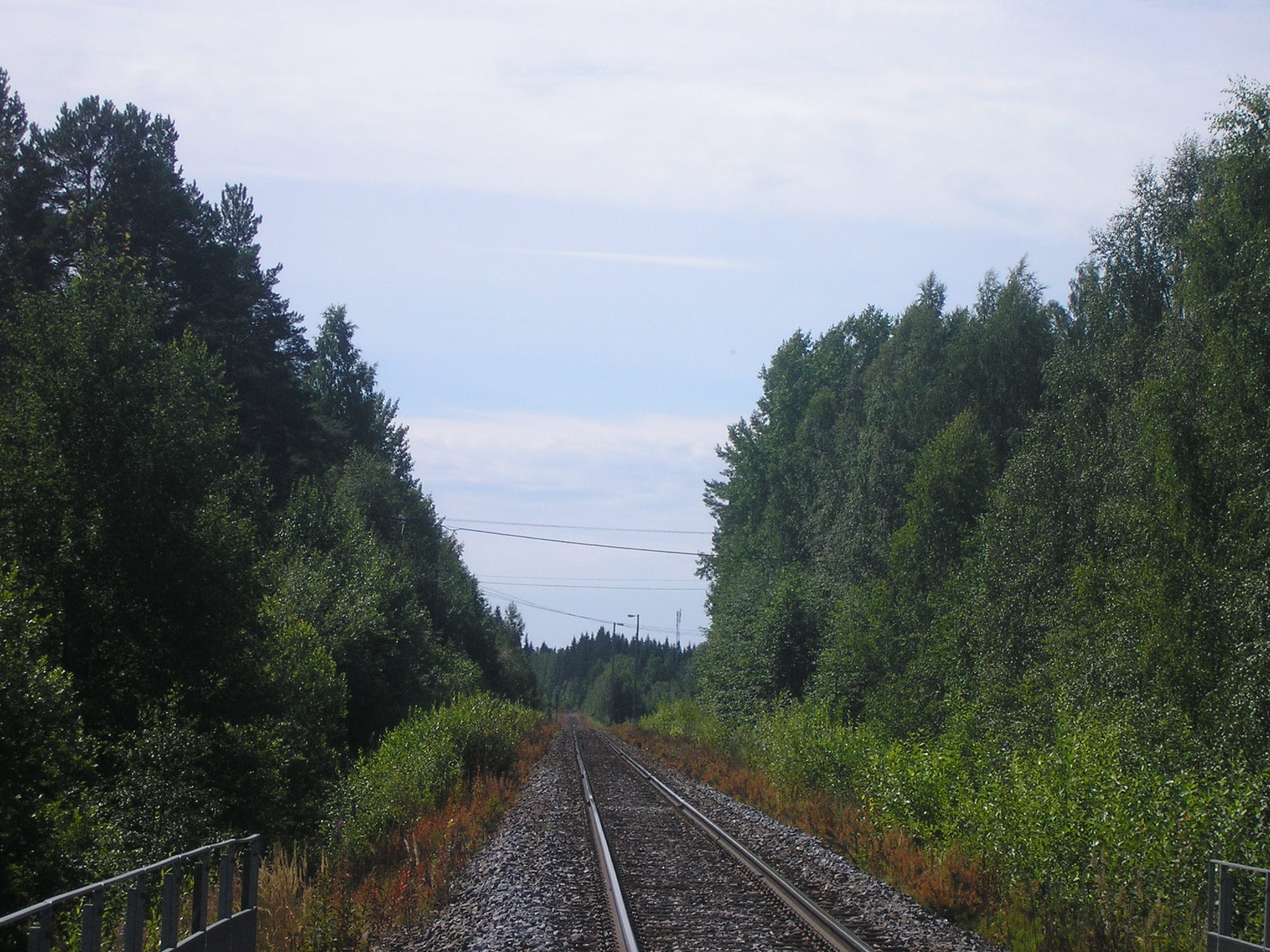
Tammerfors–Haapamäki-banan

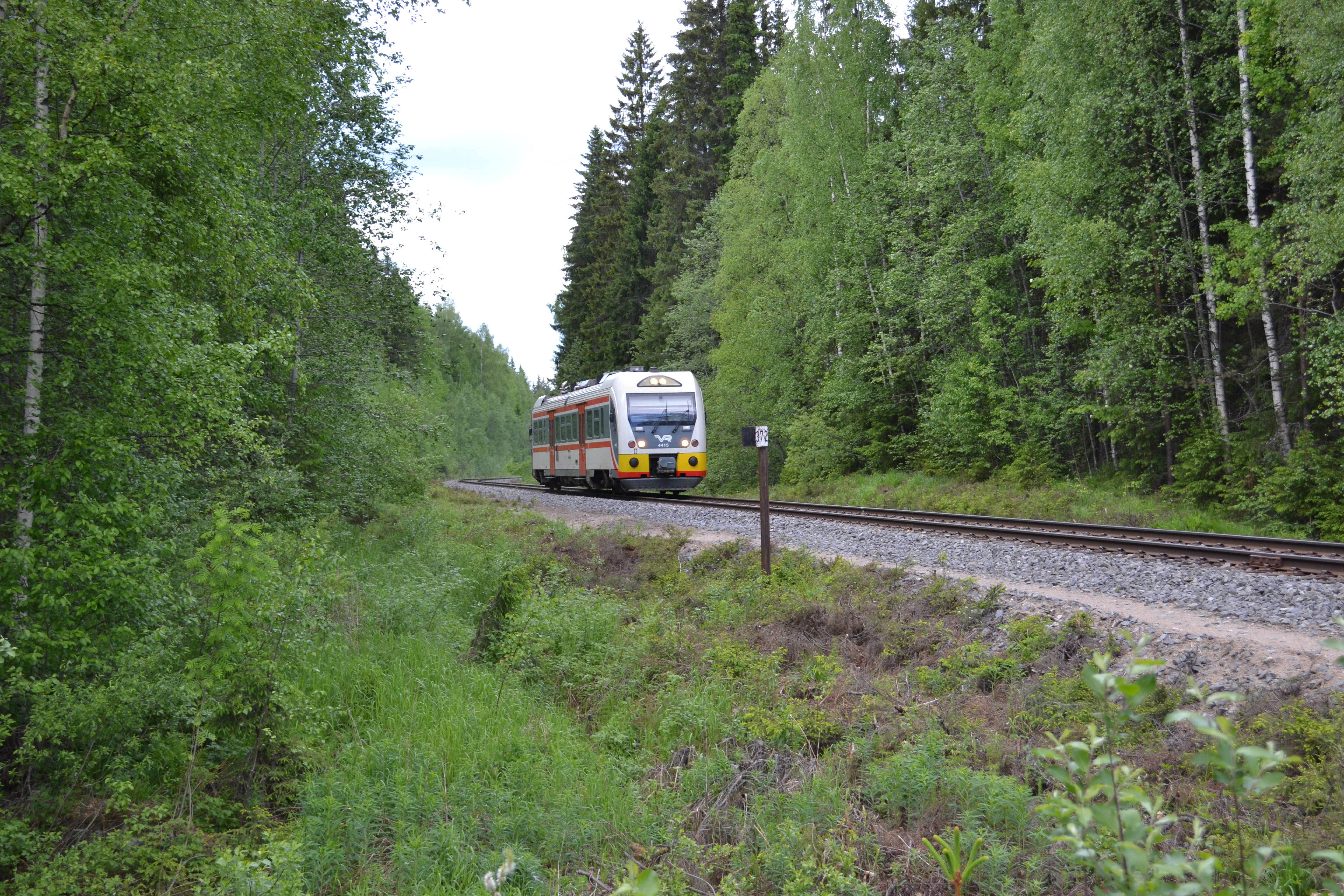
Dieselmotorvagn ČKD Vagonka litt VR Dm12 på Jyväskylä–Haapamäki-banan

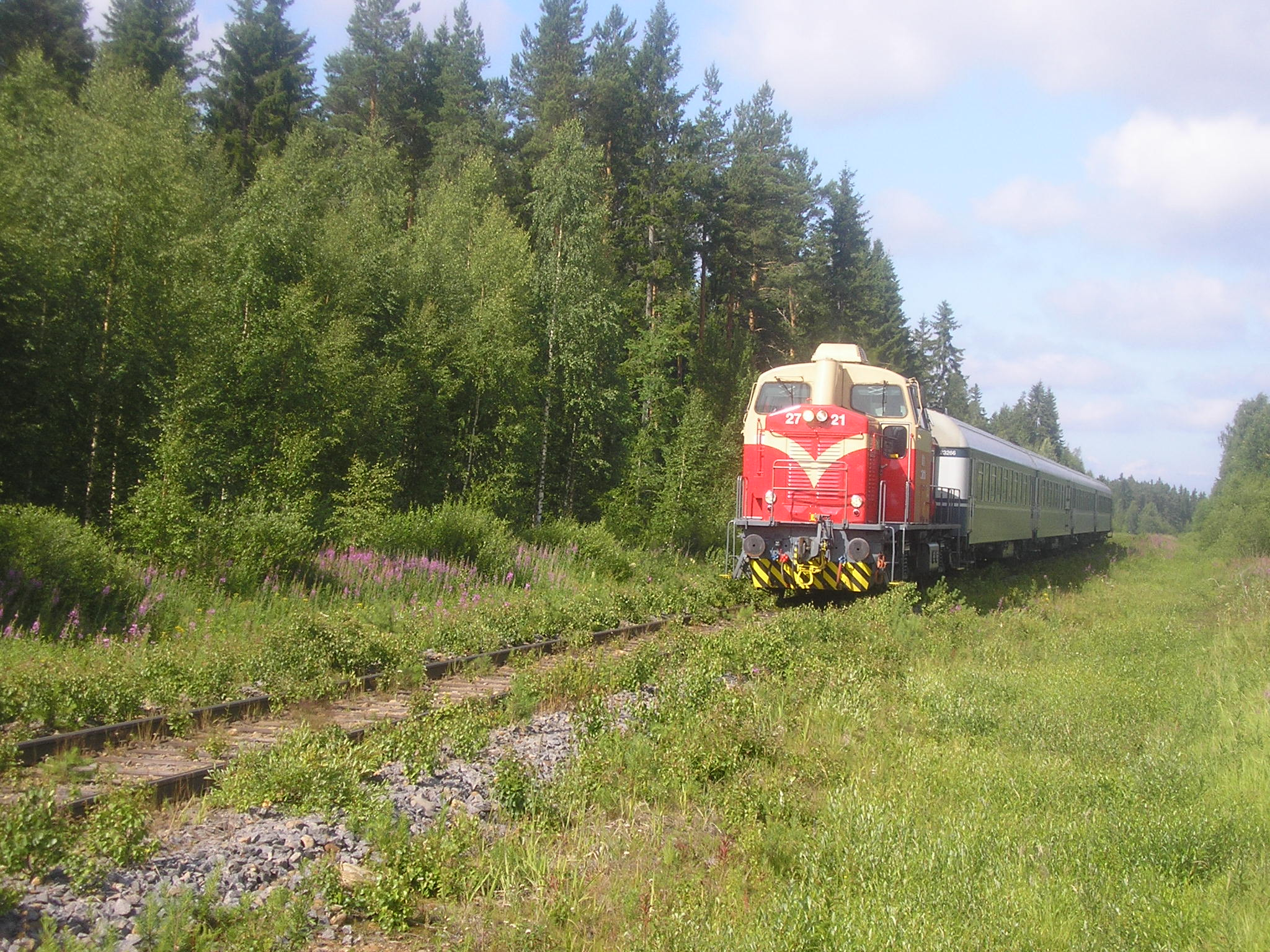
Diesellok av typ VR Dv12 på Seinäjoki-Haapamäki-banan.

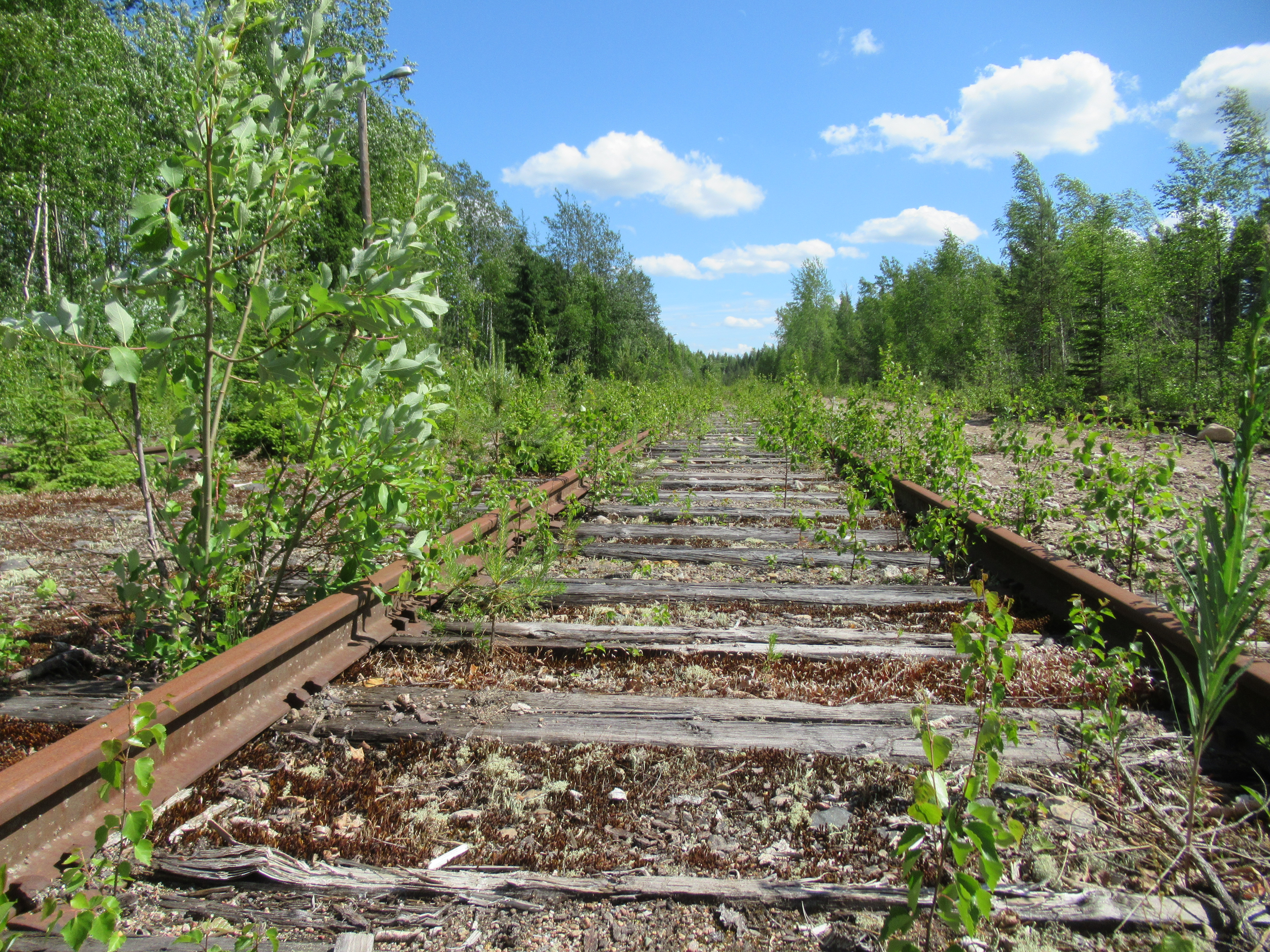
Björneborg–Haapamäki-banan

Haapamäkibanan är ett samlingsnamn för de bansträckningar inom det finländska järnvägsnätet vars ena slutstation är Haapamäki. Dessa bansträckningar är Haapamäki–Tammerfors, Haapamäki–Jyväskylä, Haapamäki–Seinäjoki samt den till största delen nedlagda Haapamäki-Björneborg-banan.

## Historia
Den första järnvägen till Haapamäki, Tammerfors–Vasa-banan färdigställdes år 1882. Fram till 1971 utgjorde denna järnväg en del av stambanan från Helsingfors till Uleåborg. 1971 togs direktbanan från Tammerfors via Parkano i bruk.
Haapamäki–Jyväskylä-banan färdigställdes 1897 och genast därpå följande år fortsatte man med banan från Jyväskylä till Suolahti. Den sista delen av Haapamäkibanan, bansträckningen Haapamäki–Björneborg, blev klar den 12 november 1938.
Haapamäki var fram till 1970-talet en av Finlands viktigaste järnvägsstationer, men bilismens ökande och de nya direktbanorna Tammerfors–Seinäjoki och Jämsä–Jyväskylä fick trafiken att minska rejält. 1981 upphörde också passagerartrafiken på Haapamäki–Björneborg-banan.